# قائمة الكتب المترجمة في العلوم الطبيعية

## هذه قائمة بالكتب المترجمة في العلوم الطبيعية[1][2]

### عامة
| عنوان الكتاب                                                         | المؤلف                       | المترجم                               | دار النشر                   |
| -------------------------------------------------------------------- | ---------------------------- | ------------------------------------- | --------------------------- |
| تاريخ النشوء                                                         | هويمارفون ديتفورت            | محمود كبيبو                           | دار الحوار للنشر والتوزيع   |
| اكتشافات وآراء جاليليو                                               | جاليليو جاليلي               | كمال محمد سيد، فتح الله الشيخ         | هيئة أبوظبي للثقافة والتراث |
| الطفرات العلمية الزائفة: عندما يطمس العلم الحقيقي ويسود العلم الزائف | تشارلز وين وآرثر ويجنز       | محمد فتحي خضر                         | كلمات عربية للترجمة والنشر  |
| أفكار سبع هزت العالم                                                 | ناثان سبيلبرج وبريون أندرسون | أحمد عبد الله السماحى- فتح الله الشيخ | كلمات عربية للترجمة والنشر  |
| أهم خمس أفكار في العلوم                                              | آرثر ويجنز، تشارلز وين       | مها قرشي - مجدي عبد الواحد عنبة       | كلمات عربية للترجمة والنشر  |
| أكبر خمس مشكلات في العلوم                                            | آرثر ويجنز، تشارلز وين       | مها قرشي - مجدي عبد الواحد عنبة       | كلمات عربية للترجمة والنشر  |

### الفيزياء والفلك
| عنوان الكتاب                                                         | المؤلف                                                 | المترجم                                        | دار النشر                  |
| -------------------------------------------------------------------- | ------------------------------------------------------ | ---------------------------------------------- | -------------------------- |
| التفاحة والذرة، اثنتا عشرة حكاية من الفيزياء المعاصرة                | سبستيان باليبار                                        | عبد الهادي الإدريسي                            | كلمة                       |
| كون أينشتاين: كيف غيرت رؤى ألبرت أينشتاين من إدراكنا للزمان والمكان  | ميشيو كاكو                                             | شهاب ياسين                                     | كلمات عربية للترجمة والنشر |
| قصة الكون                                                            | جون جريبين                                             | مصطفى إبراهيم فهمي                             | كلمات عربية للترجمة والنشر |
| المبادئ الفيزيائية لنظرية الكم                                       | فيرنر هايزنبرج                                         | محمد صبرى عبد المطلب -انتصارات محمد حسن الشبكى | كلمات عربية للترجمة والنشر |
| النظرية الذرية ووصف الطبيعة "الجزء الأول الكتابات الفلسفية لنيلزبور" | نيلزبور                                                | أحمد عبد الله السماحى- فتح الله الشيخ          | كلمات عربية للترجمة والنشر |
| فيزياء العقل البشري والعالم من منظورين                               | روجر بينروز، أبنر شيموني، نانسي كارترايت وستيفن هوكينغ | عنان على الشهاوى -إيمان عبد الغني عبد الصمد    | كلمات عربية للترجمة والنشر |

### الأحياء
| عنوان الكتاب                             | المؤلف           | المترجم            | دار النشر                             |
| ---------------------------------------- | ---------------- | ------------------ | ------------------------------------- |
| أصل الأنواع                              | تشارلز داروين    | مجدي محمود المليجي | المجلس الأعلى للثقافة                 |
| تنانين عدن (تأملات عن تطور ذكاء الإنسان) | كارل ساغان       | سمير حنا صدق       | المجلس الأعلى للثقافة                 |
| الداروينية الجديدة "صانع الساعات الأعمى" | ريتشارد دوكنز    | مصطفى إبراهيم فهمي | دار العين للنشر                       |
| الجينة الأنانية                          | ريتشارد دوكنز    | تانيا ناجيا        | دار الساقي للطباعة والنشر             |
| لعنة آدم                                 | بريان سايكس      | مصطفى إبراهيم فهمي | دار العين للنشر                       |
| الحلقة المفقودة                          | كولين تادج       | مروة هاشم          | هيئة أبوظبي للثقافة والتراث           |
| علم الأحياء والايدولوجيا والطبيعة        | ستيفن روز وآخرين | مصطفى إبراهيم فهمي | المجلس الوطني للثقافة والفنون والآداب |